# Gotzon Garate
Gotzon Garate Goihartzun (Elgoibar, 1 de septiembre de 1934-Bilbao, 8 de octubre de 2008) fue un sacerdote jesuita, filósofo, filólogo, lingüista y escritor español en lengua vasca.
Gotzon Garate fue un relevante escritor vasco en euskera y estudioso de esa lengua. Está considerado como "uno de los máximos exponentes de la literatura en euskera". Miembro de la Compañía de Jesús y Doctor en Filosofía impartió clases como profesor en la Facultad de Filosofía y Letras de la Universidad de Deusto. Promotor de Filología Vasca en ese centro en 1976 y catedrático de la misma.
La contribución al estudio de la lengua vasca es muy amplia e importante donde destacan publicación de Erdarakadak (extranjerismos) que señala y explica frecuentes errores de los vascoparlantes, al ser una lengua diglósica. También es relevante la recopilación de refranes vascos realizada en la publicación Atsotitzak (Refranes).
Gotzon Garate defendió la identidad vasca y era de la idea que la pervivencia de la lengua vasca solo sería posible con la independencia de Euskadi: en marzo de 2005, en una entrevista realizada por el diario Berria, decía: 

Uste dut euskaldunok independentzia lortuko bagenu eutsiko geniokeela euskarari. Baina, independentziarik gabe, galdu egingo da. Ni bi gauzatan naiz ezkor samarra: honetan, eta ingurumen kontuetan. Iruditzen zait Lurra hondatzen ari garela. (Pienso que si los vascos alcanzaramos la independencia, nos aferraríamos al euskera. Pero, sin independencia, se perderá. Yo soy bastante pesimista en dos cosas: en esta, y en cuestiones del medio ambiente. Me parece que estamos arruinando la tierra.)

## Biografía
Gotzon Garate nació en la localidad guipuzcoana de Elgóibar (País Vasco, España) el 1 de septiembre de 1934. Cursó el bachillerato en el colegio de los Jesuitas de San José de Durango, en donde tomó conciencia de lo vasco y se identificó con su lengua, el euskera. Con 21 años comenzó a escribir en euskera y a colaborar en las revistas Jesusen Biotzaren Deia, Egan y Eusko Gogoa (revistas en euskera vinculadas con la Iglesia católica que se permitieron en el franquismo), con el seudónimo de Gomiga.
Se doctoró en Filosofía en la Universidad Complutense de Madrid y obtuvo la licenciatura de Teología en la Universidad de Innsbruck (Austria), especializándose en Marxismo en la Universidad de Friburgo (Suiza). Ya en Deusto se licenció en Filología románica y fue catedrático de Filología Vasca.
En 1967 viajó por diversas zonas del País Vasco recogiendo información, se hizo con más de 17.000 unidades fraseológicas tradicionales, con la que posteriormente elaboraría algunas de sus obras más importantes sobre el uso del euskera (como las ya nombradas Erdarakadak (extranjerismos) y Atsotitzak (Refranes) en la que recoge 27.173 refranes: 14.458 en euskera, 5.208 en español, 4.045 en inglés y 3.462 en latín: es la obra más representativas de la paremiología de la lengua vasca. Entre su numerosa obra, muy diversa en género, se encuentran varias novelas policíacas, cuentos, ensayos y críticas. Garate está considerado como "padre de la novela policíaca en euskera". Escribió una treintena de libros en euskera entre los que se incluyen títulos como Izurri berria (La nueva peste).
Profesor en la Universidad de Deusto en diferentes materias, entre ellas Marxismo, impulsó en 1976 la creación de la cátedra de Filología Vasca. También fue docente en la Universidad Comercial.
Era políglota, estudió muchos idiomas extranjeros y hablaba nueve lenguas (euskera, español, latín, griego, francés, ruso, inglés, alemán e hindi). Viajó a Moscú, donde estudio el ruso y las obras completas de Lenin en versión original, con objeto de conocer las fuentes del comunismo de la Unión Soviética, y también a los Estados Unidos, donde estudió el español de Nueva York, el spanglish. Asimismo, viajó a la India, donde estudió hindi.
Murió en Bilbao (Vizcaya) el 8 de octubre de 2008 después de una larga enfermedad.

## Su obra
Gotzon Garate es uno de los escritores más leído en lengua vasca. Su obra es extensa y variada, cuenta publicaciones en muchos géneros diferentes, política, novela, ensayo, reportaje... En su obra política, toda ella universitaria, con títulos como Marx eta Nazioa (Marx y la Nación), publicada en 1972, realizó un solo trabajo, su tesis doctoral en lengua castellana como Karl Marx y los nacionalismos separatistas, publicada en 1974 para presentarla en la Universidad Complutense.
Garate está considerado el "padre de la novela negra en euskera", creador del detective Jon Bidart. Tiene publicados cuentos y libros de reportajes, dedicados a Nueva York y la India, incluso una pseudo-autobiografía, Zakurra: zeure laguna publicada en 2002.
Con su novela policíaca Izurri berria obtuvo el premio "Resurrección María Azkue". En 2005 fue galardonado con el premio "Argizaiola" por su labor por el euskera. Este premio se concede en el marco de la Feria del Libro y Disco Vasco de Durango (considerado el máximo escaparate anual de la cultura vasca).
Garate fue un defensor de la normalización en el uso de la lengua vasca huyendo de corrientes puristas que buscaban la pureza de la misma evitando préstamos de otras lenguas, en particular la castellana.
Garate es un escritor que se engloba en la literatura del naturalismo de Émile Zola y del realismo de Honoré de Balzac.

### Narración
- Aldarte oneko ipuinak (1982, Gero)
- Nafarroako Ezkurran (1981, Gero)
- Lehortean (1979)
- Muskilak (1980, Mensajero)

### Novela
- Zilarrezko gazteluaren kronika urratua (1992, Gero)
- Alaba (1984, Elkar)
- Hadesen erresumarantz (1983, Elkar)
- Izurri berria (1981)
- Goizuetako ezkongabeak (1979, Zugaza)
- Elizondoko eskutitzak (1977, Gero)
- Esku leuna (1977, CAP)

### Ensayo
- Euskal eleberrien kondaira (2001, Gero)
- Atzerriko eta Euskal Herriko polizia eleberria (2000, Elkar)
- Euskal atsotitzak (1995, Gero)
- Marxen marxismoa (1971, Mensajero)
- Euskal elaberrien kondaira - 2 (1985, Mensajero)
- Leninen marxismoa (1983, Mensajero)
- Marxen ondoko errebisionismoa, Rosa Luxemburg (1974, Mensajero)
- Lenin eta nazioen autodeterminazioa (1980, Mensajero)
- Marx eta nazioa (1972, Mensajero)
- Euskal elaberrien kondaira - 3 (1991, Mensajero)

### Crónica
- Zakurra, zeure laguna (2002, Elkar)
- India harrigarria (2001, Elkar)
- New York, New York (1988, Elkar)
- New Yorkeko kronika beltza eta beste kontu periferiko batzuk (2004, Elkar)

### Diccionarios
- Erdarakadak (1988, Gero)

### Coleccionables
- Lauaxeta menderik mende (2005, Mendebalde Kultur Alkartea)